# Bramber Castle
Bramber Castle är en borgruin i England. Den ligger i orten Bramber i grevskapet West Sussex, 70 km söder om huvudstaden London.
Borgen byggdes av normanderna omkring 1070 och förföll på 1500-talet.